# 広西平話
広西平話（こうせいへいわ、Guǎngxī Píng Huà）は、中国語の十大方言の一つである（七大方言では粤語に属する）。話者は主に広西チワン族自治区におり、一部湖南省にもいる。広西平話は広西地域では商用言語（交易言語）であり、チワン語話者が第二言語として話している。広西平話の北部方言は桂林市を中心とした周辺地域で話されており、南部方言は南寧市周辺地域で話されている。
尚、北部方言（桂林周辺）は普通話に近く、南部方言（南寧周辺）は広東話に近い。